# The Product G&B
The Product G&B is een Amerikaans r&b-duo, bestaande uit David McRae en Marvin Moore-Hough uit New York. G&B staat voor Ghetto & Blues.

## Geschiedenis
De beide muzikanten kwamen samen op dertienjarige leeftijd. Later werden ze ontdekt en gecontracteerd door Wyclef Jean, toen ze toevallig bij Sony Music waren.
Hun grootste succes hadden ze in het opvolgende jaar met de wereldhit Maria Maria, samen met Carlos Santana, die in veel landen de toppositie bereikte, waaronder de Verenigde Staten, Duitsland en Zwitserland. Maria Maria werd onderscheiden met een Grammy Award en vijftienvoudig platina en is de op een na beste latinosong aller tijden. In de bestsellerlijst van de Amerikaanse Billboard-hitlijst bereikte Maria Maria de veertiende plaats.
De song werd geschreven en gecomponeerd door The Product G&B, Carlos Santana, Wyclef Jean en J. Duplessis en Marvin Moore was de zanger van het nummer. De Grammy Award (beste poppresentatie van een duo of groep met zang) voor de song ging echter alleen naar Santana en zijn band.
Daaropvolgend werkten The Product G&B aan meerdere verdere nummers en in 2001 verscheen bij J Records hun debuutalbum Ghetto & Blues. Het was gelijktijdig de eerste publicatie van Wyclef Jeans label. De eerste single Cluck Cluck van dit album vond zijn toepassing in de soundtrack van Dr. Dolittle 2. Met het nummer Dirty Dancin' konden ze in de Amerikaanse dancehitlijst een verder succes plaatsen (#13).
Daarna werd het iets rustiger rond het duo, ofschoon tot eind 2000 verdere publicaties verschenen, onder andere met 50 Cent en de rapband Onyx. Beiden realiseerden ook soloprojecten. Moore bracht in 2010 onder de naam Money Harm het soloalbum The Story of Marvin Moore en de single It's Been a Long Time uit. David McRae alias Sincere (ook Sincere Gubano) voegde zich bij de soulrockband Guitars N Bandanaz.
In mei 2013 brachten ze samen met de Duitse rapper Kay One de single V.I.P. uit, die in meerdere Europese landen direct in de top 5 of top 10 van de officiële ranglijst binnenkwam.
In mei 2014 bracht The Product G&B samen met DJ Mr. Da-Nos, toepasselijk voor het wereldkampioenschap voetbal 2014 in Brazilië, de ep Summernights in Brazil uit bij Universal Music, die in de iTunes albumhitlijst onverwachts de toppositie bereikte en door MTV in 2014 werd genomineerd voor de EMA's.
Tegenwoordig toeren The Product G&B door Europa. In maart 2015 verscheen een verdere single en begin 2015 een verder album met inbegrip van vermeldingen met diverse wereldwijd gerenommeerde muzikanten.

## Discografie

### Singles
- 1998: Here We Go (met Funkmaster Flex en Khadejia)
- 2000: Tired of Being Broke
- 2000: Maria Maria (met Carlos Santana)
- 2001: Cluck Cluck (met Wyclef Jean)
- 2002: Freak Freak
- 2002: Dirty Dancin′ (met Carlos Santana)
- 2007: Slam More Harder! (met Onyx)
- 2008: Tired of Being Broke (met 50 Cent)
- 2009: U Don't Know (met Squala Orphan)
- 2013: V.I.P. (met Kay One)
- 2014: Summer Nights in Brazil (met Mr. Da-Nos en Maury)

### Albums
- 2001: Ghetto & Blues

### NPO Radio 2 Top 2000
| Nummer met noteringen in de NPO Radio 2 Top 2000 | '14  | '15-'17 | '18  |
| ------------------------------------------------ | ---- | ------- | ---- |
| Maria Maria (met Santana)                        | 1684 | -       | 1789 |

1. ↑  Een '-' betekent dat het nummer niet was genoteerd en een vetgedrukt getal geeft de hoogste notering aan.
2. ↑  2014 was het eerste jaar met een notering voor dit nummer.
3. ↑  Deze tabel is bijgewerkt tot en met de laatste editie (2024).